# Tizi (distrito)
Tizi é um distrito localizado na província de Mascara, Argélia, e cuja capital é a cidade de mesmo nome. A população total do distrito era de 30 977 habitantes, em 2008.[carece de fontes?]

## Comunas
O distrito está dividido em três comunas:
- Tizi
- Froha
- El Keurt